# Бранимир Хргота
Бранимир Хргота (швед. Branimir Hrgota, нар. 12 січня 1993, Яйце) — шведський футболіст, нападник клубу «Айнтрахт».
Виступав, зокрема, за клуб «Боруссія» (Менхенгладбах), а також національну збірну Швеції.
Володар Кубка Німеччини.

## Клубна кар'єра
Народився 12 січня 1993 року в місті Яйце.
У дорослому футболі дебютував 2011 року виступами за команду клубу «Єнчопінг Седра», в якій провів один сезон, взявши участь у 39 матчах чемпіонату.
Своєю грою за цю команду привернув увагу представників тренерського штабу клубу «Боруссія» (Менхенгладбах), до складу якого приєднався 2012 року. Відіграв за менхенгладбаський клуб наступні чотири сезони своєї ігрової кар'єри.
До складу клубу «Айнтрахт» приєднався 2016 року. Станом на 18 грудня 2018 року відіграв за франкфуртський клуб 35 матчів в національному чемпіонаті.

## Виступи за збірні
У 2010 році дебютував у складі юнацької збірної Швеції, взяв участь у 14 іграх на юнацькому рівні, відзначившись 3 забитими голами.
Протягом 2012–2015 років залучався до складу молодіжної збірної Швеції. На молодіжному рівні зіграв у 14 офіційних матчах, забив 3 голи.
У 2014 році дебютував в офіційних матчах у складі національної збірної Швеції.

## Титули і досягнення
- Чемпіон Європи (U-21): 2015
- Володар Кубка Німеччини (1):

«Айнтрахт»: 2017-2018